# Vincenzo Lancia
Vincenzo „Censin“ Lancia (24. srpna 1881, Fobello (Piemont) – 15. února 1937, Turín) byl italský automobilový závodník a konstruktér, zakladatel automobilky Lancia.

## Život
Vincenzo Lancia se narodil v horské vesnici Fobello, v rodinné vile zámožného výrobce konzerv z Turína, jako nejmladší ze čtyř dětí. Jeho otec vydělal nejdříve peníze v Argentině, poté založil továrnu v Turíně. Přál si, aby z Vincenza byl právník, ten se jím však díky slabším školním výsledkům nestal. Otec jej poslal do učení k Giovanni Ceiranovi, dovozci jízdních kol z Turína, který měl svou dílnu na dvoře domu Vincenzova otce. Ceirano se začal zabývat výrobou kol a od roku 1899 také vyráběl automobily. Zde Lancia sice (naoko kvůli otci) pracoval jako účetní, ale díky zájmu o techniku rozvíjel znalosti z konstrukce a designu vozů v dílně jako mechanik.
V únoru 1898 byl jako zástupce firmy poslán k hraběti Biscarettimu, který vlastnil vůz Benz. Rychle se spřátelili, což se později ukázalo důležitým pro Vincenzovu kariéru. Lancia se v devatenácti letech stal účetním u firmy FIAT (Fabbrica Italiana Automobili Torino). Protože se ale více zajímal o techniku a auta, místo v kanceláři brzy opustil a stal se firemním mechanikem, hlavním kontrolorem a testovacím jezdcem továrny. Jeho styl jízdy ohromil vedení Fiatu a byl vyzván, aby pro továrnu závodil. První úspěch přišel již v roce 1900, ve druhém závodě, kde Fiat nasadil svůj vůz.
Lancia patřil mezi výjimečně rychlé piloty, často byl nejrychlejší ze všech, ovšem častěji měl jeho stroj v průběhu závodu nějakou technickou závadu. Dalším významným závodem, kterého se zúčastnil, byl závod Paříž – Madrid v roce 1903. 5. září 1904 v Brescii na voze Fiat 75 HP zvítězil v závodě Coppa Florio. Na 5. ročníku Gordon Bennettova poháru, který se konal 17. června 1904 obsadil Lancia na Fiatu 75 HP 8. místo. V prvním ročníku Grand Prix Francie (26. a 27. června 1906) vedl na voze Fiat 130 HP v prvním kole, nakonec ale skončil pátý. V tomto závodě zvítězil Ferenc Szicz na Renaultu AK 90CV. Nejvýraznějším úspěchem jeho závodní kariéry bylo druhé místo ve Vanderbilt Cupu v roce 1906, kde vyhrál Louis Wagner na voze Darracq 120 HP.
Společně s bývalým testovacím jezdcem Claudio Fogolinem založil 29. listopadu 1906 firmu Lancia. Prvním vozem značky Lancia byl Alfa 12 HP (Tipo 51), jejíž silniční testy začaly v září 1907 a výroba v roce 1908 po představení modelu na Turínském autosalonu. Celkem bylo postaveno 108 vozů Lancia Alfa a byly dodávány s karosériemi Doppio Phaeton, Coupé di Lusso, Landaulet a Limousine. V červnu 1907 se Lancia přesto účastnil Kaiserpreis s vozem Fiat 130 HP stáje FIAT. Zvítězil sice první kvalifikační části konané 13. června, v závodě konaném o den později dojel na šestém místě. Zvítězil jeho týmový kolega Felice Nazzaro, třetí vůz značky řízený Lousiem Wagnerem dojel pátý (všichni na Fiat 130 HP). V roce 1908 startoval neúspěšně na Grand Prix Francie. Lancia (Fiat 130 HP) odstoupil po zastávce v boxech hned po prvním kole pro poruchu vodního čerpadla.

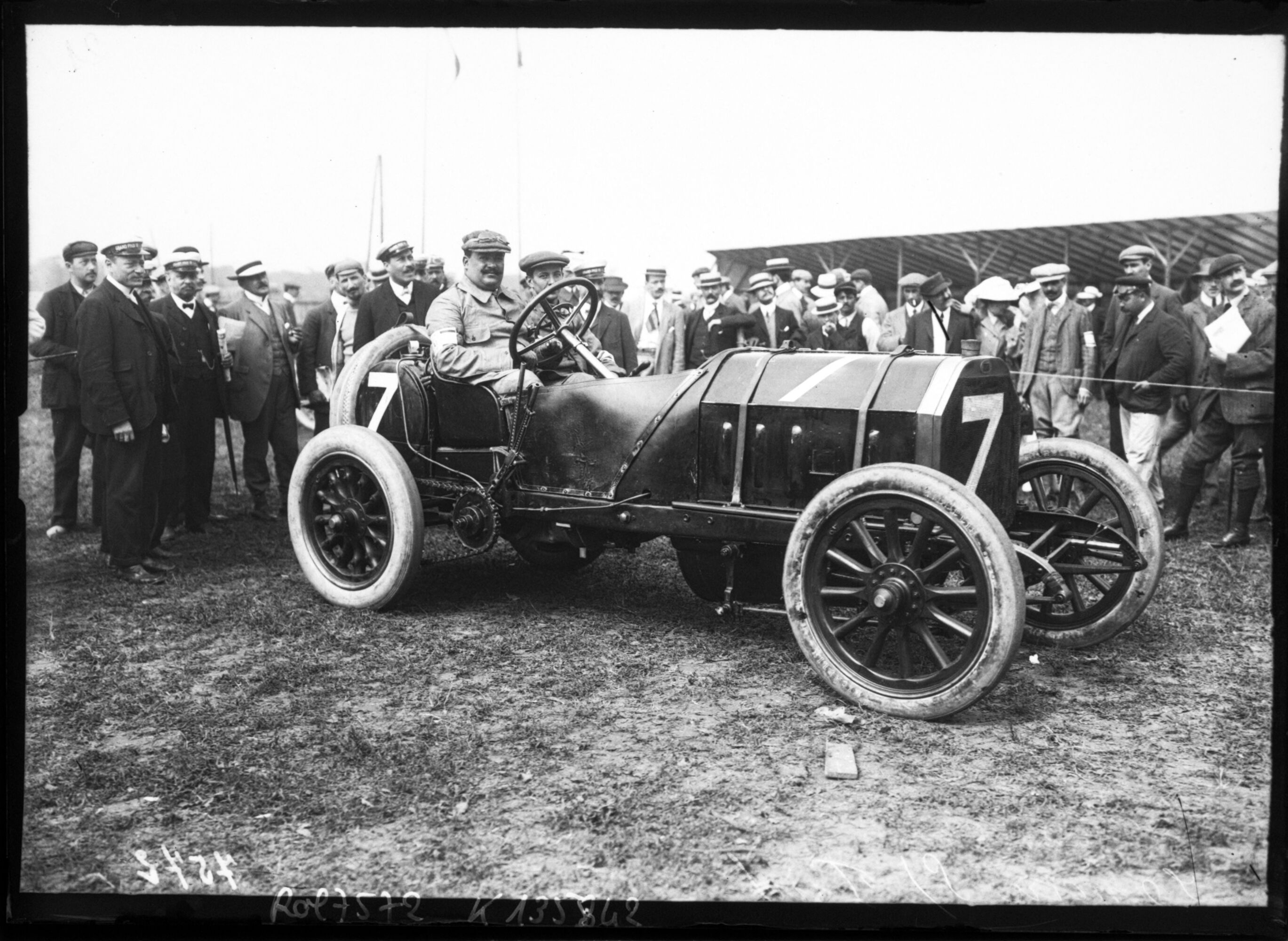
Vincenzo Lancia na voze Fiat 130 HP při Grand Prix Francie 1908 na okruhu v Dieppe

Poté byl na konci roku 1908 od Fiatu propuštěn, ale zůstal na výplatní listině jako spolupracující závodník až do roku 1910. Po řadě neúspěchů v závodech se v roce 1911 rozhodl, že se bude naplno věnovat vývoji a výrobě vlastních vozů. Chtěl vyrábět především rychlé, spolehlivé a elegantní sportovní vozy na nejvyšší technické úrovni. V následujících letech přišel ve stavbě automobilů s celou řadou inovací, mnoho z nich si dal také patentovat. Značka Lancia se v té době platila za značku inženýrů. Osobně dohlížel na celý proces vývoje i výroby, sám také vozy testoval. Pod jeho vedením Lancia vyráběla nejen osobní auta, ale také nákladní vozy, autobusy, trolejbusy a vozy pro armádu. V roce 1922 se již jako úspěšný podnikatel oženil se sekretářkou Adele Migliettiovou, s níž měl tři děti, Annu Marii, Gianniho a Eleonoru. Lancia se i nadále osobně podílel na vývoji nových modelů a často prototypy sám testoval.
V roce 1930 se finančně podílel na vzniku firmy Pininfarina.
Vincenzo Lancia zemřel na selhání srdce v roce 1937 ve věku 56 let. Jeho syn Gianni Lancia převzal vedení firmy v březnu 1937.